# Line Jørgensen
Line Anna Ryborg Jørgensen (n. 31 decembrie 1989) este o handbalistă daneză care joacă pentru echipa națională a Danemarcei, al cărei căpitan este. Jørgensen evoluează pe postul de inter dreapta și a fost componentă a echipei daneze la Jocurile Olimpice din 2012, desfășurate la Londra.
Pe 26 ianuarie 2015, Jørgensen a semnat un contract pe doi ani, începând din vara anului 2015, cu clubul românesc CSM București, care joacă în Liga Națională. În vara anului 2018, după dispute și negocieri care au implicat și reprezentanții CSM București, Jørgensen s-a transferat la echipa daneză Team Esbjerg.

## Palmares
- Campionatul danez:
  - Câștigătoare: 2011, 2013
  - Medalie de argint: 2014
  - Medalie de bronz: 2012

- Cupa Danemarcei:
  -  Câștigătoare: 2013, 2015
  - Finalistă: 2014

- Supercupa Danemarcei:
  -  Câștigătoare: 2013, 2014

- Liga Națională:
  - Câștigătoare : 2016, 2017, 2018

- Cupa României:
  -  Câștigătoare: 2016, 2017, 2018

- Liga Campionilor EHF:
  -  Câștigătoare: 2016
  - Locul 3 : 2017, 2018
  - Locul 4: 2014

- Cupa EHF:
  -  Câștigătoare: 2011
  - Semifinalistă: 2013

- Campionatul European: 
  - Locul 4: 2010

- Campionatul Mondial:
  -  Medalie de bronz: 2013
  - Locul 4: 2011

## Premii individuale
- Interul dreapta al echipei ideale All-Star Team la Campionatul Mondial: 2011
- Cetățean de onoare al Bucureștiului: 2016[8][9]